# Pic à couronne d'or
Chloropicus xantholophus
Espèce
Statut de conservation UICN

 LC  : Préoccupation mineure
Synonymes
- Thripias xantholophus

Le Pic à couronne d'or (Chloropicus xantholophus), aussi appelé pic à huppe jaune, est une espèce d'oiseaux de la famille des Picidae.
Son aire s'étend du sud-est du Nigeria et le nord-ouest de l'Angola à l'ouest du Kenya.
C'est une espèce monotypique (non subdivisée en sous-espèces).